# Judas José Romo y Gamboa
Judas José Romo y Gamboa (ur. 7 stycznia 1779 w Cañizar, zm. 11 stycznia 1855 w Sewilli) – hiszpański duchowny katolicki, kardynał, arcybiskup Sewilli.

## Życiorys
20 stycznia 1834 został wybrany biskupem Wysp Kanaryjskich. 1 maja 1834 w Madrycie przyjął sakrę z rąk arcybiskupa Pedro José Fonte y Hernándeza. 17 grudnia 1847 objął stolicę metropolitalną Sewilli, na której pozostał już do śmierci. 30 września 1850 Pius IX wyniósł go do godności kardynała prezbitera. 
W 1845 został dożywotnim senatorem.